# Mariano Rajoy
Mariano Rajoy Brey, španski politik, * 27. marec 1955, Santiago de Compostela, Galicija, Španija.
21. decembra 2011 je postal predsednik španske vlade, 1. junija 2018 mu je španski parlament izglasoval nezaupnico.